# Nicki Albek
Nicki Albek (født 23. juli 1986) er en dansk professionel fodboldspiller, hvis primære position på banen er i midterforsvaret og sekundært på den centrale midtbane. Han spiller pt. for Jægersborg BK.

## Spillerkarriere
Albek havde tidligere spillet på Brøndby IFs ungdomshold før den defensive spiller foretog et klubskifte til Hvidovre IF som ungsenior. Albek debuterede for Hvidovre IF i slutningen af 2004/05-sæsonen i en pokalkamp på udebane mod Boldklubben Vestia den 18. maj 2005 og spillede yderligere en enkel officiel udebanekamp for københavnernes førstehold i Danmarksserien den 15. juni mod AB 70, hvor han samtidig fik lavet sit første scoring på seniorplan.
Albek valgte at skifte til Herfølge Boldklub i juli 2005 på en aftale, hvor han det første halve år spillede som amatør på klubbens talenttrup i Danmarksserien. I foråret 2006 besluttede HB at skrive en et-årig spillerkontrakt med forsvarsspilleren, som blev samtidig blev flyttet op som en del af førsteholdstruppen i 1. division (dog først permanent fra sommerpausen 2006). Han blev samlet noteret for seks førsteholdskampe (ingen scoringer) for HB igennem hele 2006.
I vinterpausen 2006/2007 fik Albek ikke sin spillerkontrakt med HB forlænget og kunne derfor skifte transferfrit til 1. divisionsklubben Hellerup IK. Han spillede for HIK i foråret 2007 før han i sommerpausen 2007 skrev kontrakt med den nyligt nedrykkede 2. divisionsklub Fremad Amager. Albek fik sin førsteholdsdebut for amagerkanerne i forbindelse med en lokalopgør i 2. divisionskamp på udebane i Sundby Idrætspark den 5. august 2007 mod naboerne fra B 1908.
Eftersom (daværende FC Amager) Fremad Amager gik konkurs, prøvede spillerne at finde sig en ny klub. Nickis gamle klub var hurtigt på banen og meldte sig interesseret, og det endte med, at han skrev kontrakt med klubben igen. I sin tid i HIK spillede Nicki oftest på den centrale midtbane. Han var bl.a. også anfører for klubben. 
Nicki skiftede i 2011 til Vanløse IF, og etablerede sig gennem årene til en vigtig spiller for klubben. Han blev i 2013 udnævnt som klubbens nye anfører, da han havde været en meget vigtig spiller for klubben. Især mht. klubbens oprykning til 2. division.
I 2013 skiftede Nicki overraskende til Jægersborg BK.